# Minck Oosterveer
Minck Oosterveer (1961-2011) est un dessinateur de bande dessinée néerlandais.

## Biographie
Dessinateur réaliste influencé par la bande dessinée américaine classique du milieu du XXe siècle, Oosterveer a travaillé pour diverses publications néerlandaises et franco-belges à partir de 1983, souvent associé au scénariste Willem Ritstier. Leur série la plus populaire est le comic strip d'aventure Nicky Saxx, publié de 2002 à 2008 dans De Telegraaf.
Oosterveer meurt dans un accident de voiture le 17 septembre 2011, peu après avoir reçu le prix Stripschap, la principale récompense de bande dessinée des Pays-Bas.

## Publications en français
- Claudia Brücken (dessin), avec Willem Ritstier (scénario), Le Lombard, 3 vol., 1990-1991.
- Salut les coquines, t. 1 : Elles ont de l'imagination (dessin), avec Quinten (scénario), Arboris, 1996  (ISBN 9034410560).

## Récompense
- 2011 : Prix Stripschap, pour l'ensemble de son œuvre